# Campeonato Mundial de Esquí Alpino de 2011
El XLI Campeonato Mundial de Esquí Alpino se celebró en la localidad alpina de Garmisch-Partenkirchen (Alemania) entre el 7 y el 20 de febrero de 2011 bajo la organización de la Federación Internacional de Esquí (FIS) y la Federación Alemana de Esquí.

## Resultados

### Masculino
| Evento                  | Oro                                    | Plata                                  | Bronce                                  |
| ----------------------- | -------------------------------------- | -------------------------------------- | --------------------------------------- |
| Descenso (12.02)        | Erik Guay · Canadá · 1:58,41           | Didier Cuche · Suiza · 1:58,73         | Christof Innerhofer · Italia · 1:59,17  |
| Eslalon (20.02)         | Jean-Baptiste Grange Francia 1:41,72   | Jens Byggmark · Suecia · 1:42,15       | Manfred Mölgg · Italia · 1:42,33        |
| Eslalon gigante (18.02) | Ted Ligety Estados Unidos 2:10,56      | Cyprien Richard Francia 2:10,64        | Philipp Schörghofer · Austria · 2:10,99 |
| Supergigante (09.02)    | Christof Innerhofer · Italia · 1:38,31 | Hannes Reichelt · Austria · 1:38,91    | Ivica Kostelić · Croacia · 1:39,03      |
| Supercombinada (14.02)  | Aksel Lund Svindal · Noruega · 2:54,51 | Christof Innerhofer · Italia · 2:55,52 | Peter Fill · Italia · 2:56,41           |

### Femenino
| Evento                  | Oro                                 | Plata                                | Bronce                                   |
| ----------------------- | ----------------------------------- | ------------------------------------ | ---------------------------------------- |
| Descenso (13.02)        | Elisabeth Görgl · Austria · 1:47,24 | Lindsey Vonn Estados Unidos 1:47,68  | Maria Riesch · Alemania · 1:47,84        |
| Eslalon (19.02)         | Marlies Schild · Austria · 1:45,79  | Kathrin Zettel · Austria · 1:46,13   | Maria Pietilä-Holmner · Suecia · 1:46,44 |
| Eslalon gigante (17.02) | Tina Maze Eslovenia 2:20,54         | Federica Brignone · Italia · 2:20,63 | Tessa Worley Francia 2:21,02             |
| Supergigante (08.02)    | Elisabeth Görgl · Austria · 1:23,82 | Julia Mancuso Estados Unidos 1:23,87 | Maria Riesch · Alemania · 1:24,03        |
| Supercombinada (11.02)  | Anna Fenninger · Austria · 2:43,23  | Tina Maze Eslovenia 2:43,32          | Anja Pärson · Suecia · 2:43,50           |

### Mixto
| Evento          | Oro | Plata | Bronce                                                                                                   |
| --------------- | --- | --- | --- |
| Equipos (16.02) | Francia Taïna Barioz Tessa Worley Anémone Marmottan Cyprien Richard Thomas Fanara Gauthier de Tessières R | Austria · Anna Fenninger · Michaela Kirchgasser · Marlies Schild · Romed Baumann · Benjamin Raich · Philipp Schörghofer | Suecia · Anja Pärson · Maria Pietilä-Holmner · Matts Olsson · Hans Olsson · Sara Hector R · Axel Baeck R |

## Medallero
| Núm. | País           | Oro | Plata | Bronce | Total |
| ---- | -------------- | --- | ----- | ------ | ----- |
| 1    | Austria        | 4   | 3     | 1      | 8     |
| 2    | Francia        | 2   | 1     | 1      | 4     |
| 3    | Italia         | 1   | 2     | 3      | 6     |
| 4    | Estados Unidos | 1   | 2     | 0      | 3     |
| 5    | Eslovenia      | 1   | 1     | 0      | 2     |
| 6    | Canadá         | 1   | 0     | 0      | 1     |
| 6    | Noruega        | 1   | 0     | 0      | 1     |
| 8    | Suecia         | 0   | 1     | 3      | 4     |
| 9    | Suiza          | 0   | 1     | 0      | 1     |
| 10   | Alemania       | 0   | 0     | 2      | 2     |
| 11   | Croacia        | 0   | 0     | 1      | 1     |
|      | TOTAL          | 11  | 11    | 11     | 33    |